# 神戸市立本山南小学校
神戸市立本山南小学校（こうべしりつ もとやまみなみしょうがっこう）は、兵庫県神戸市東灘区本山南町8丁目に所在する公立小学校。2016年には創立40周年を迎えた。

## 沿革
- 1977年（昭和52年）4月1日 - 神戸市立本山第一小学校・神戸市立東灘小学校から分離して開校。
- 1995年（平成7年）
  - 1月17日 - 阪神・淡路大震災発生。
  - 2月20日 - 神戸市立向洋小学校で学校再開。
  - 3月11日 - 当校で再開式を行う。

## 校区
- 神戸市東灘区[1]
  - 北青木2丁目（10番）、本山南町1 - 3丁目・6 - 8丁目

※卒業後は基本的に神戸市立本山南中学校に進学する。

## 校区内の主な施設
- モーツァルトこども園
- 中野南公園
- コナミスポーツクラブ本山南

## 交通
- 阪神本線 青木駅より
- 東海道本線（JR神戸線）摂津本山駅より
- 神戸市バス（43系統）本山南町3丁目より

## 通学区域が隣接している学校
- 神戸市立福池小学校
- 神戸市立本山第一小学校
- 神戸市立本山第三小学校
- 神戸市立東灘小学校
- 神戸市立本庄小学校